# トリアザン
トリアザン (Triazane) またはアミノヒドラジン (aminohydrazine) は、分子式 N3H5 の無機化合物である。アンモニア、ヒドラジンに次いで3番目に単純な非環式アザンである。ヒドラジンから合成できるが、不安定であり、硫酸トリアザニウムのような塩の形でしか単離されていない。この塩を自由塩基に変換する試みでは、アンモニアとジアゼンのみが得られた。